# Wetly
Wetly (ukrainisch Ветли; russisch Ветлы, polnisch Wietły) ist ein nahe der belarussischen Grenze gelegenes Dorf in der ukrainischen Oblast Wolyn mit etwa 1800 Einwohnern (2001).
Das erstmals 1366 schriftlich erwähnte Dorf war bis August 2017 die einzige Ortschaft einer gleichnamigen, 43,247 km² großen Landratsgemeinde im Norden des Rajon Ljubeschiw und ist seitdem der Siedlungsgemeinde Ljubeschiw (Любешівська селищна громада Ljubeschiwska selyschtschna hromada) untergeordnet.
Am 17. Juli 2020 wurde der Ort Teil des Rajons Kamin-Kaschyrskyj.
Die Ortschaft liegt auf einer Höhe von 148 m am linken Ufer des Oberlaufes des Prypjat, einem 775 km langen Nebenfluss des Dnepr, 40 km nordwestlich vom ehemaligen Rajonzentrum Ljubeschiw und etwa 150 km nördlich vom Oblastzentrum Luzk.
Durch das Dorf verläuft die Territorialstraße T–03–04.